# Chełmczyk
Chełmczyk – góra położona w polsce, województwie dolnośląskim, powiecie kamiennogórskim, gminie Lubawka. Wznosi się na wysokość 765 m n.p.m..

## Położenie
Góra położona jest w zachodniej części Bramy Lubawskiej, na północ od Jeziora Bukowskiego, pomiędzy wsiami Stara Białka i Paczyn.

## Turystyka
Na sam szczyt nie prowadzi żaden szlak turystyczny, lecz są dwa szlaki turystyczne u podnóży góry.
- Czerwony - Główny Szlak Sudecki prowadzący ze Świeradowa-Zdrój do Prudnika.
- Zielony - prowadzący z Rozdroża pod Sulicą do Lubawki.

Szczyt jest w całości zalesiony, a jego południowe zbocza są strome.